# Ribeira Grande (Santo Antão)
Ribeira Grande, también llamada Povoação, es una ciudad caboverdiana del municipio de Ribeira Grande.

## Geografía
Está situada en la confluencia de los valles de los ríos Ribeira Grande y Ribeira da Torre, ambos vegetados y agrícolamente ricos. No dispone de puerto, aunque se encuentra situada en la costa. Es el centro de servicios del municipio, aunque no la capital administrativa del mismo, que es Ponta do Sol, situada a unos 6 km al norte, siguiendo la costa.

## Historia
Fue fundada en la segunda mitad del siglo XVII, por emigrantes llegados desde las islas de Santiago y Fogo, junto con colonos venidos del norte de Portugal, con el nombre de Povoação, con el que aún hoy en día es conocida en ocasiones. Dispone de un pequeño casco antiguo con edificios coloniales portugueses del siglo XIX, entre los que destacan la iglesia de Nuestra Señora del Rosario y la casona de Roberto Duarte Silva (1837-1889), científico originario de la localidad, aunque desarrolló su trabajo en París.

## Organización territorial
La ciudad abarca los lugares y barrios de:
- Afonso Martinho
- Alto de São Miguel
- Astraga
- Avenida Luxembourg
- Boca de Cavouco
- Boca Ribeira Duque
- Cerrado
- Cruz
- Entulho
- Fachoça
- Fajã de Tanque
- João Dias
- Ladeira
- Lombo Cruz
- Lombo de Fachoça
- Lombo de Ribeira Duque
- Mao P'ra Traz
- Pé de Cruz
- Penha de Franca
- Picoteiro
- Povoação
- Ribeira de Duque
- Rua d'Horta
- Rua de Agua
- Santa Barbara
- Tanque
- Tarrafal
- Terreiro

## Demografía
Gráfica demográfica de la ciudad de Ribeira Grande:
| Gráfica de evolución demográfica de Ribeira Grande entre 1990 y 2021 |
|                                                                      |

## Festividades
En la ciudad se celebra el festival Sete Sóis Sete Luas.